# Senja prosteri

Prosterier i Nord-Hålogalands stift. Det ljusgröna området på kartan är Senja prosteri.

Senja prosteri (norska: Senja prosti) är ett kontrakt (prosteri, norska: prosti) i Nord-Hålogalands stift inom Norska kyrkan. Kontraktet omfattar kommunerna Balsfjord, Bardu, Dyrøy, Lavangen, Målselv, Salangen, Senja och Sørreisa i Troms fylke i norra Norge.
Senja prosteri sträcker sig från havsgapet på yttersidan av ön Senja till svenska gränsen innanför Indre Troms skogar. Prosten har sitt säte i Finnsnes.

## Socknar
Senja prosteri består av tolv socknar (norska: sokn eller sogn):
- Balsfjord og Malangens socken
- Bardu socken
- Bergs socken
- Dyrøy socken
- Lavangens socken
- Lenviks socken
- Målselvs socken
- Salangens socken
- Sørreisa socken
- Torskens socken
- Tranøy socken
- Øverbygds socken